# Arichanna biquadrata
Arichanna biquadrata là một loài bướm đêm trong họ Geometridae.